# Katarzyna Banaś
Katarzyna Banaś (ur. 1973 we Wrocławiu) – polska malarka.

## Życiorys
W 1997 roku ukończyła malarstwo, grafikę i rzeźbę na wrocławskiej Akademii Sztuki. Jej obrazy są często inspirowane poezją Tomasza Różyckiego. Jest członkiem Związku Polskich Artystów Plastyków oraz Stowarzyszenia Pastelistów Polskich. Inspiracją dla jej twórczości jest z jednej strony pejzaż, a z drugiej poezja. W 2008 wydała w Danii książkę Perfekte Brudstykker (Idealne Fragmenty), którą przygotowała wspólnie z duńskim poetą Clausem Juelem. W 2016 roku ukazała się antologia wierszy Jensa Fink-Jensena Fale miłości, fale samotności, której była współautorką.

## Wystawy
- 2019 Trzecia Planeta Galeria Platon Wrocław[2]
- 2017 Te poniechane światy Galeria Platon i Mleczarnia, Wrocław[2]
- Wystawa z okazji oficjalnej wizyty w Polsce JKW Księżnej Marii Elżbiety, Duński Instytut Kultury, Warszawa[6]
- 2013 List Oceaniczny Galeria Platon, Wrocław oraz Filharmonia Wrocławska[7]
- Olśnienia i powroty Galeria Miejska, Wrocław. Wystawa pod patronatem Konsulatu Królestwa Danii[4].
- 2010 Lata świetlne wystawa zorganizowana wspólnie z Andrzejem Borkowskim. Zaprezentowane obrazy były inspirowane Danią oraz wierszami duńskiego poety Henrika Nordbrandta. Lublin, Warszawa, Galeria Bram Dania[8].
- 2005 Between The Senses Hotel Park Plaza Wrocław[3]

## Nagrody
- 2014 Nagroda Roku ZPAP za najciekawszą wystawę w minionym roku. Za wystawę „List Oceaniczny. Obrazy inspirowane poezją Tomasza Różyckiego”[9]
- 2002 Wyróżnienie Honorowe Prezesa Stowarzyszenia Pastelistów Polskich podczas I Międzynarodowego Biennale Pasteli[10][11]